# Lista de episódios de Mobile Suit Gundam: Iron-Blooded Orphans

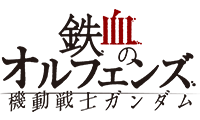
Logo de Mobile Suit Gundam: Iron-Blooded Orphans.

Esta é a lista de episódios de Mobile Suit Gundam: Iron-Blooded Orphans. A série foi dirigida por Tatsuyuki Nagai e produzida pelo estúdio Sunrise.< O enredo da série gira em torno de um grupo de soldados juvenis que estabelecem sua própria companhia de segurança depois de se rebelarem contra seus superiores em uma Marte futurista e terraformada.
A produção do anime Mobile Suit Gundam: Iron-Blooded Orphans foi anunciada pela primeira vez muitas semanas antes de 15 de julho de 2015, conhecida apenas pela abreviatura G-Tekketsu (Gの鉄血, Ji no Tekketsu) (Iron-Blood of G). Mobile Suit Gundam: Iron-Blooded Orphans foi transmitido originalmente pela MBS e TBS entre 4 de outubro de 2015 e 2 de abril de 2017. A série também foi transmitida por stream a todo mundo através do Youtube no canal Gundam.Info, Funimation Channel, Hulu, Crunchyroll e Daisuki no mesmo período. Posteriormente a Bandai Visual colocou em circulação o primeiro volume da série em Blu-ray e DVD no dia 24 de dezembro de 2015, contendo um código serial para destravar o Gundam Barbatos no Mobile Suit Gundam Extreme Vs. Force. Na Anime Expo de 2017, a Funimation anunciou que a série será lançada em Home Vídeo, em parceria com a Sunrise, para os territórios norte-americanos, marcando Iron-Blooded Orphans, como a primeira série Gundam a ser co-licenciada por uma empresa diferente da Direito Stuf Inc..
A série usou quatro temas musicais para as aberturas: "Raise your flag" tocada por Man with a Mission, "Survivor" por Blue Encount, "RAGE OF DUST" tocada por Spyair e "Fighter" por Kana-Boon. Foram utilizados sete temas musicais para os encerramentos: as próprias "Raise your flag" e "RAGE OF DUST", que foram utilizadas como abertura, "Orphans no Namida" por Misia e co-escrito por Shiro Sagisu, "STEEL -Tekketsu no Kizuna-" (STEEL-鉄血の絆-, STEEL -tekketsu no kizuna-, "STEEL -Iron Blooded Bonds-") por TRUE, "Senka no Tomoshibi" (戦火の灯火, "Lamplight of War") por Yūko Suzuhana, "Shōnen no Hate" (少年の果て, "Childhood's End") por Granrodeo e "Freesia" realizada por Uru.

## Episódios
Mobile Suit Gundam: Iron-Blooded Orphans possui 50 episódios divididos em duas temporadas.
| Temporada | Temporada | Episódios | Exibição original     | Exibição original   | Exibição no Brasil    | Exibição no Brasil  |
| Temporada | Temporada | Episódios | Estreia               | Final               | Estreia               | Final               |
| --------- | --------- | --------- | --------------------- | ------------------- | --------------------- | ------------------- |
|           | 1         | 25        | 04 de outubro de 2015 | 27 de março de 2016 | 11 de outubro de 2015 | 03 de abril de 2016 |
|           | 2         | 25        | 02 de outubro de 2016 | 02 de abril de 2017 | 09 de outubro de 2016 | 09 de abril de 2017 |

## Lista de episódios

### 1º Temporada
| Nº | Título                            | Exibição original       | Referências |
| --- | --------------------------------- | ----------------------- | ----------- |
| 1 | "Ferro e Sangue"                  | 4 de outubro de 2015    | [ 15 ]      |
| Mikazuki pertence à empresa de segurança privada, CGS, na cidade marciana Chryse, que foi contratada para escoltar uma garota chamada Kudelia até a Terra. Mas, durante os preparativos para a partida, Gjallarhorn ataca a CGS visando a morte de Kudelia.                        |                                   |                         |             |
| 2 | "Barbatos"                        | 11 de outubro de 2015   | [ 15 ]      |
| Os adultos da CGS fogem devido do ataque de Gjallarhorn, usando Mikazuki e as outras crianças como iscas. Reunindo as crianças que foram deixadas para trás, Orga decide lutar contra Gjallarhorn, e coloca um plano em movimento.                                                 |                                   |                         |             |
| 3 | "Morte Gloriosa"                  | 18 de outubro de 2015   | [ 15 ]      |
| Graças a Mikazuki e Gundam Barbatos, o grupo de Orga expulsou Gjallarhorn temporariamente, mas com muitos sacrifícios. Enquanto eles discutem o próximo passo, um dos Graze de Gjallarhorn aparece novamente na base da CGS.                                                       |                                   |                         |             |
| 4 | "Preço da Vida"                   | 25 de outubro de 2015   | [ 15 ]      |
| Kudelia está angustiada por tantos meninos terem perdido a vida por causa dela. Mikazuki a leva para a fazenda administrada pela avó de Biscuit, onde um encontro inesperado os aguarda.                                                                                           |                                   |                         |             |
| 5 | "Além do Céu Vermelho"            | 1 de novembro de 2015   | [ 15 ]      |
| Kudelia e Tekkadan finalmente deixam Marte para trás e seguem para a Terra. Com uma nave esperando por eles, tentam viajar até uma estação de baixa-órbita, mas são atacados pelas forças Gjallarhorn de Coral.                                                                    |                                   |                         |             |
| 6 | "Quanto a Eles"                   | 8 de novembro de 2015   | [ 15 ]      |
| Os membros do Tekkadan precisam de um guia para de chegar à Terra e para escapar da vigilância da Gjallarhorn. Por isso, eles tentam negociar com Teiwaz, um patrocinador baseado na Esfera de Júpiter.                                                                            |                                   |                         |             |
| 7 | "Pesca de Baleias"                | 15 de novembro de 2015  | [ 15 ]      |
| Tekkadan faz contato com os Turbines, que controlam a divisão de transportes de Teiwaz. Mas interesses conflitantes fazem os dois grupos se desentenderem, explodindo em conflito.                                                                                                 |                                   |                         |             |
| 8 | "Uma Forma de Intimidade"         | 22 de novembro de 2015  | [ 15 ]      |
| Tendo demonstrado a força e a legitimidade de Tekkadan para Naze, líder dos Turbines, Orga e os outros renovam suas negociações com Teiwaz. Enquanto isso, Atra visita a nave de guerra dos Turbines, levando a frustrada Kudelia com ela.                                         |                                   |                         |             |
| 9 | "Sakazuki"                        | 29 de novembro de 2015  | [ 15 ]      |
| Acompanhado de Naze, Tekkadan visita Saisei, a fortaleza da Teiwaz, a fim de se reunir com seu representante, McMurdo Barriston. Lá, Orga recebe uma proposta surpreendente de Naze.                                                                                               |                                   |                         |             |
| 10 | "Uma Carta do Amanhã"             | 6 de dezembro de 2015   | [ 15 ]      |
| Tekkadan e Turbines seguem para a Terra, deixando Mikazuki e Yukinojo em Saisei para completar os ajustes finais do Barbatos. Entretanto, os acontecimentos de Saisei afetaram muito os estados de espírito de ambas as equipes.                                                   |                                   |                         |             |
| 11 | "Detritos Humanos"                | 13 de dezembro de 2015  | [ 15 ]      |
| Durante sua patrulha, Akihiro e Takaki entram em combate inimigos desconhecidos. Os agressores são os Brewers, um bando piratas que opera nas rotas entre Terra e Marte. |                                   |                         |             |
| 12 | "Recifes"                         | 20 de dezembro de 2015  | [ 15 ]      |
| Mikazuki e Orga descobrem que o irmão mais novo perdido de Akihiro é um dos pilotos de Mobile Suits dos Brewers. Tekkadan desafia os Brewers, a fim de resgatar o irmão de Akihiro.                                                                                                |                                   |                         |             |
| 13 | "Ritos Fúnebres"                  | 27 de dezembro de 2015  | [ 15 ]      |
| A batalha contra os Brewers custou muitas vidas para ambos os lados. Os sobreviventes realizam uma cerimônia fúnebre para rezar pela reencarnação de seus camaradas mortos. |                                   |                         |             |
| 14 | "Um Barco Carregado de Esperança" | 10 de janeiro de 2016   | [ 15 ]      |
| Depois de superar muitas dificuldades, a Tekkadan finalmente está prestes a chegar à Terra. Seus membros se dirigem ao conjunto de colônias Dort para entregar um carregamento que lhes foi entregue pela Teiwaz.                                                                  |                                   |                         |             |
| 15 | "Rastro de Pegadas"               | 17 de janeiro de 2016   | [ 15 ]      |
| Assim como Marte, as colônias possuem muitas divergências com a Terra, e operários cada vez mais insatisfeitos começam um movimento para protestar contra as condições de trabalho. Conforme o clima político fica mais e mais tenso, Tekkadan se vê envolvida em vários esquemas. |                                   |                         |             |
| 16 | "Fumitan Admoss"                  | 24 de janeiro de 2016   | [ 15 ]      |
| Os trabalhadores da colônia organizam um protesto contra a companhia que os emprega. Seus membros ficam cada vez mais radicais, forçando uma intervenção da Gjallarhorn. E sem perceber, Kudelia foi arrastada para o centro da rebelião.                                          |                                   |                         |             |
| 17 | "A Decisão de Kudelia"            | 31 de janeiro de 2016   | [ 15 ]      |
| Kudelia e Tekkadan testemunham a vitória esmagadora de Gjallarhorn contra os trabalhadores. Vendo a verdadeira situação das colônias, Kudelia toma uma decisão fatal. |                                   |                         |             |
| 18 | "Voz"                             | 7 de fevereiro de 2016  | [ 15 ]      |
| Os membros da Tekkadan tentam deixar as colônias e finalmente pousar na Terra, mas acabam impedidos devido aos eventos recentes na Terra. Eles então são contatados por alguém que se oferece para ser seu aliado.                                                                 |                                   |                         |             |
| 19 | "A Gravidade dos Desejos"         | 14 de fevereiro de 2016 | [ 15 ]      |
| Com seu caminho bloqueado pela frota da Gjallarhorn, Tekkadan tenta descer à Terra para atender à vontade de Kudelia. A batalha contra Gjallarhorn logo se torna muito acirrada.                                                                                                   |                                   |                         |             |
| 20 | "Irmão"                           | 21 de fevereiro de 2016 | [ 15 ]      |
| A Tekkadan finalmente chega à Terra, apresentando Kudelia ao representante de Arbrau, Makanai Toranosuke. No entanto, eles terão de acompanhar Makanai à sessão parlamentar geral que acontecerá em Edmonton.                                                                      |                                   |                         |             |
| 21 | "Ao Local de Retorno"             | 28 de fevereiro de 2016 | [ 15 ]      |
| Durante os preparativos para partir para Edmonton, a Tekkadan é atacado pela Gjallarhorn. Orga prepara uma armadilha para seus perseguidores implacáveis e organiza um contra-ataque.                                                                                              |                                   |                         |             |
| 22 | "Ainda Não Voltamos ao Lar"       | 6 de março de 2016      | [ 15 ]      |
| Embora a Tekkadan esteja exausta após enfrentar a Gjallarhorn em várias batalhas, seus membros continuam determinados a chegar em Edmonton, e seguem rumo a seu objetivo com urgência.                                                                                             |                                   |                         |             |
| 23 | "A Última Mentira"                | 13 de março de 2016     | [ 15 ]      |
| A Tekkadan segue para Edmonton, mas depara-se com Carta impedindo o caminho, em busca de um confronto. No entanto, Mikazuki e os outros não permitirão que seus progressos sejam interrompidos.                                                                                    |                                   |                         |             |
| 24 | "A Recompensa do Futuro"          | 20 de março de 2016     | [ 15 ]      |
| Orga e o resto da Tekkadan enfim chegam a Edmonton, mas logo são atacados pela Gjallarhorn, que deseja evitar que Makanai compareça à sessão parlamentar. |                                   |                         |             |
| 25 | "Tekkadan"                        | 27 de março de 2016     | [ 15 ]      |
| Enquanto a batalha feroz entre Tekkadan e Gjallarhorn continua, surge uma nova ameaça. Para proteger Kudelia e os outros, Mikazuki deve enfrentá-la sozinho. |                                   |                         |             |

### 2ª Temporada
| Nº | Título                                       | Exibição original       | Referências |
| --- | -------------------------------------------- | ----------------------- | ----------- |
| 26 | "Sangue Novo"                                | 2 de outubro de 2016    | [ 15 ]      |
| A Tekkadan de Mikazuki é contratada para escoltar Kudelia na inspeção de uma mina de semimetal. Sob a proteção da Tekkadan, a inspeção corre sem problemas, mas o grupo subitamente se vê sob ataque de piratas espaciais. |                                              |                         |             |
| 27 | "Em Meio à Inveja"                           | 9 de outubro de 2016    | [ 15 ]      |
| Apesar de sofrer algumas baixas, a Tekkadan consegue repelir com sucesso o Horizonte Alvorado e seus piratas espaciais. Contudo, parece que eles eram apenas parte de um enorme grupo de piratas espaciais, e Orga decide contraatacar para evitar mais ataques.                                                                                                 |                                              |                         |             |
| 28 | "Batalha Antes do Amanhecer"                 | 16 de outubro de 2016   | [ 15 ]      |
| Lançando mão de todo seu poderio, Tekkadan tenta capturar Sandoval Reuters, líder do Horizonte Alvorado. Eles travam uma luta dura e bastante equilibrada, quando a frota Arianrhod da Gjallarhorn entra no combate. Inicia-se assim uma batalha de três frentes opostas entre a Tekkadan, a frota Arianrhod e o Horizonte Alvorado.                             |                                              |                         |             |
| 29 | "O Gatilho do Sucesso"                       | 23 de outubro de 2016   | [ 15 ]      |
| Mikazuki e Orga visitam Allium, líder do grupo ideológico Terra Liberionis, para resolver os problemas que envolvem as Tropas do Horizonte Alvorado. Enquanto isso, McGillis visita a filial marciana da Gjallarhorn para oferecer uma certa proposta à Tekkadan.                                                                                                |                                              |                         |             |
| 30 | "Inauguração das Forças de Defesa da Arbrau" | 30 de outubro de 2016   | [ 15 ]      |
| A filial da Tekkadan na Terra, que agora trabalha como conselheira militar da Arbrau, está dedicando todo o seu tempo nos preparativos da cerimônia de inauguração das Forças de Defesa da Arbrau. Por solicitação de Makanai, a Tekkadan fica encarregada da segurança no local. Mas, durante o evento, uma explosão é ouvida, e fumaça preta sobe do edifício. |                                              |                         |             |
| 31 | "Guerra Silenciosa"                          | 6 de novembro de 2016   | [ 15 ]      |
| Um conflito eclode entre dois blocos econômicos rivais, a Arbrau e a SAU, e seus exércitos se encontram nas planícies de Balfour. A Tekkadan também entra em combate, comandada por Galan Mossa, mas seus membros ficam exaustos com a interminável guerra de atrito.                                                                                            |                                              |                         |             |
| 32 | "Meu Amigo"                                  | 13 de novembro de 2016  | [ 15 ]      |
| A SAU pede à Gjallarhorn para mediar o conflito. Para resolver o longo impasse, McGillis em pessoa entra no campo de batalha, em seu Traje Móvel. A equipe de Galan decide então atacar McGillis, que está dizimando as forças da Arbrau. |                                              |                         |             |
| 33 | "Soberano de Marte"                          | 20 de novembro de 2016  | [ 15 ]      |
| A guerra acaba. SAU e Arbrau, os blocos econômicos rivais, concordam em iniciar as negociações de paz. Lembrando de seus colegas mortos, os membros da Tekkadan decidem se retirar da Terra. |                                              |                         |             |
| 34 | "Vida Surge"                                 | 27 de novembro de 2016  | [ 15 ]      |
| Após a situação na Terra, a conexão entre a Tekkadan e McGillis se fortalece ainda mais. Enquanto isso, o Gundam Vidar, que estava sofrendo ajustes pela frota Arianrhod, finalmente entra em ação. |                                              |                         |             |
| 35 | "A Calamidade Desperta"                      | 4 de dezembro de 2016   | [ 15 ]      |
| Tekkadan descobre um enorme objeto em suas minas. Ao ser informado por Orga da verdadeira natureza desse objeto, McGillis decide fazer uma visita a Marte. |                                              |                         |             |
| 36 | "Asas Maculadas"                             | 11 de dezembro de 2016  | [ 15 ]      |
| A Armadura Móvel desperta. Com sua enorme quantidade de subunidades, ela segue rumo a uma área densamente povoada para iniciar seu ataque. A Tekkadan tenta conter o massacre, mas não é páreo para seu poder avassalador. |                                              |                         |             |
| 37 | "Batalha por Chryse"                         | 18 de dezembro de 2016  | [ 15 ]      |
| Em menor número, Tekkadan requisita a assistência de McGillis e inicia uma operação para desmantelar a Armadura Móvel. Enquanto isso, um estranho fenômeno ocorre nas Estruturas Gundam que estão confrontando a Armadura Móvel. |                                              |                         |             |
| 38 | "Caçador de Anjos"                           | 25 de dezembro de 2016  | [ 15 ]      |
| Mikazuki enfrenta a Armadura Móvel. A batalha prossegue com crescente intensidade. |                                              |                         |             |
| 39 | "Conselho"                                   | 15 de janeiro de 2017   | [ 15 ]      |
| Lafter e outras membros dos Turbines deixam a Tekkadan. Enquanto isso, na Teiwaz, o braço direito da organização Jasley Donomikols planeja uma nova manobra. |                                              |                         |             |
| 40 | "Iluminados por um Sol Escaldante"           | 22 de janeiro de 2017   | [ 15 ]      |
| Tekkadan realiza uma tentativa frustrada para salvar os Turbines do perigo. Obedecendo os desejos de Naze, Orga evita entrar em batalha, mas... |                                              |                         |             |
| 41 | "Natural para um Humano"                     | 29 de janeiro de 2017   | [ 15 ]      |
| Uma cerimônia fúnebre modesta é realizada a bordo da Saisei. Mas Jasley já está preparando outro estratagema. |                                              |                         |             |
| 42 | "Acordo"                                     | 5 de fevereiro de 2017  | [ 15 ]      |
| Com o Barbatos completamente consertado, a Tekkadan reúne novamente seu poder de combate, e seus membros se preparam para o confronto com Jasley. |                                              |                         |             |
| 43 | "Intenções Reveladas"                        | 12 de fevereiro de 2017 | [ 15 ]      |
| O quartel-general da Gjallarhorn na Terra é tomado num golpe de estado por jovens oficiais. Entre eles está McGillis, que se dirige a uma instalação no subterrâneo do QG. |                                              |                         |             |
| 44 | "O Homem que Detém a Alma"                   | 19 de fevereiro de 2017 | [ 15 ]      |
| A frota Arianrhod, liderada por Rustal Elion, tenta reunir todas as suas tropas para combater o golpe de estado. |                                              |                         |             |
| 45 | "Se Este é o Fim..."                         | 26 de fevereiro de 2017 | [ 15 ]      |
| Após muitas complicações, a Tekkadan finalmente entra na batalha contra a frota Arianrhod, mas... |                                              |                         |             |
| 46 | "Por Quem?"                                  | 5 de março de 2017      | [ 15 ]      |
| Tekkadan revive e lança um ataque, visando fugir do campo de batalha. Enquanto isso, a batalha entre McGillis e Gaelio se torna cada vez mais violenta. |                                              |                         |             |
| 47 | "Bode Expiatório"                            | 12 de março de 2017     | [ 15 ]      |
| Tekkadan planeja voltar ao quartel-general em Marte e começar de novo. A situação, porém, sofre uma reviravolta drástica. |                                              |                         |             |
| 48 | "Promessa"                                   | 19 de março de 2017     | [ 15 ]      |
| Tekkadan está numa situação difícil. E uma enorme força da Gjallarhorn começa a se mobilizar ao redor de seu quartel-general em Marte. |                                              |                         |             |
| 49 | "McGillis Fareed"                            | 26 de março de 2017     | [ 15 ]      |
| Gjallarhorn pretende lançar uma operação de limpeza contra a Tekkadan. O momento de seu início está cada vez mais próximo… |                                              |                         |             |
| 50 | "O Lugar Deles"                              | 2 de abril de 2017      | [ 15 ]      |
| Gjallarhorn inicia a operação de limpeza contra a Tekkadan. Frente a isso, o futuro da Tekkadan é... |                                              |                         |             |